# عسل‌ها و مثل‌ها
عسل‌ها و مثل‌ها نام یک مجموعهٔ تلویزیونی ایرانی است که در دو فصل از شبکهٔ یک سیمای تلویزیون ایران پخش شد. این مجموعه تلویزیونی که در گونهٔ کمدی ساخته شده‌است به معرفی ضرب‌المثل‌های ایرانی می‌پردازد. کارگردان این مجموعه سید مجتبی یاسینی است و از بازیگران آن می‌توان به رضا بابک و علیرضا خمسه (در فصل اول) و شمس فصل‌اللهی و رضا فیاضی (در فصل دوم) اشاره نمود.